# 埃弗里克里克 (北卡羅萊納州)
埃弗里克里克（英語：Avery Creek）是位於美國北卡羅萊納州班康縣的普查規定居民點。

## 人口
根據2020年美國人口普查的數據，埃弗里克里克的面積為4.49平方千米，皆為陸地。當地共有人口2241人，而人口密度為每平方千米499.11人。